# Creagrutus kunturus
Creagrutus kunturus es una especie de pez de la familia Characidae en el orden de los Characiformes.

## Morfología
Los machos pueden llegar alcanzar los 9,6 cm de longitud total.
- Número de  vértebras: 38-41.[1]

## Hábitat
Vive en zonas de clima tropical.

## Distribución geográfica
Se encuentran en Sudamérica: río Marañón en el noreste del Perú y ríos  Pastaza y  Napo (sureste de la Ecuador ).